# Église Saint-Maurice de Montmin
L'église Saint-Maurice de Montmin, est une église catholique située dans le département de la Haute-Savoie, à Montmin, sur la commune de Talloires-Montmin. De style néo-classique sarde, elle est dédiée au saint martyr Maurice d'Agaune. Elle appartient à la paroisse de Saint-Joseph en pays de Faverges.

## Histoire
L'église primitive est citée dès le XIIe siècle à l'occasion du règlement d'un conflit par une bulle papale.
L'édifice actuel est construit entre 1846 et 1848.

## Description
L'église est réalisée selon les plans de l'architecte annécien Camille Ruphy, dans un style néo-classique dit « sarde ».
L'église possède des stalles en bois datant de la fin du XVe siècle, protégées depuis 1969.

## Galerie

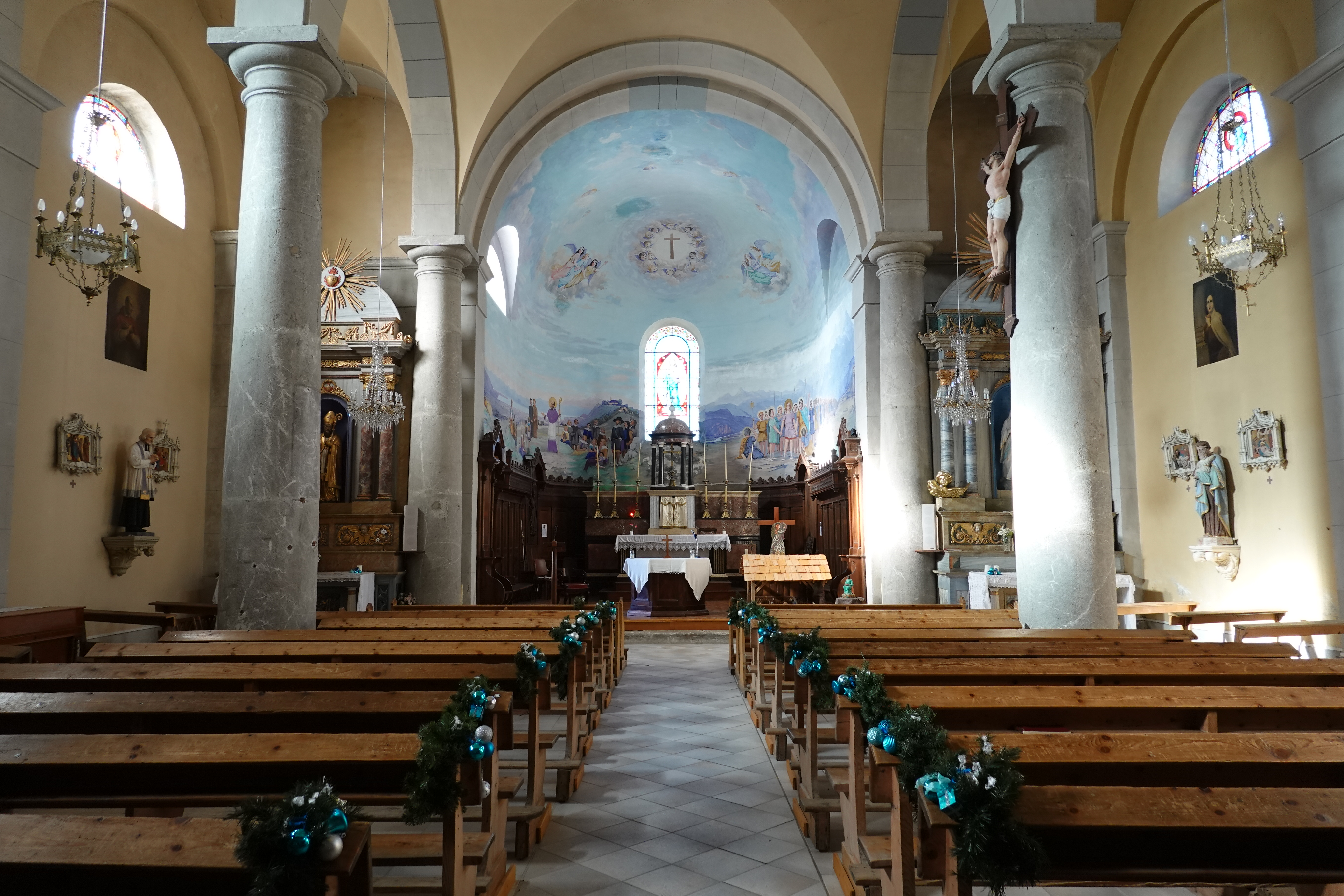
Intérieur de l'église
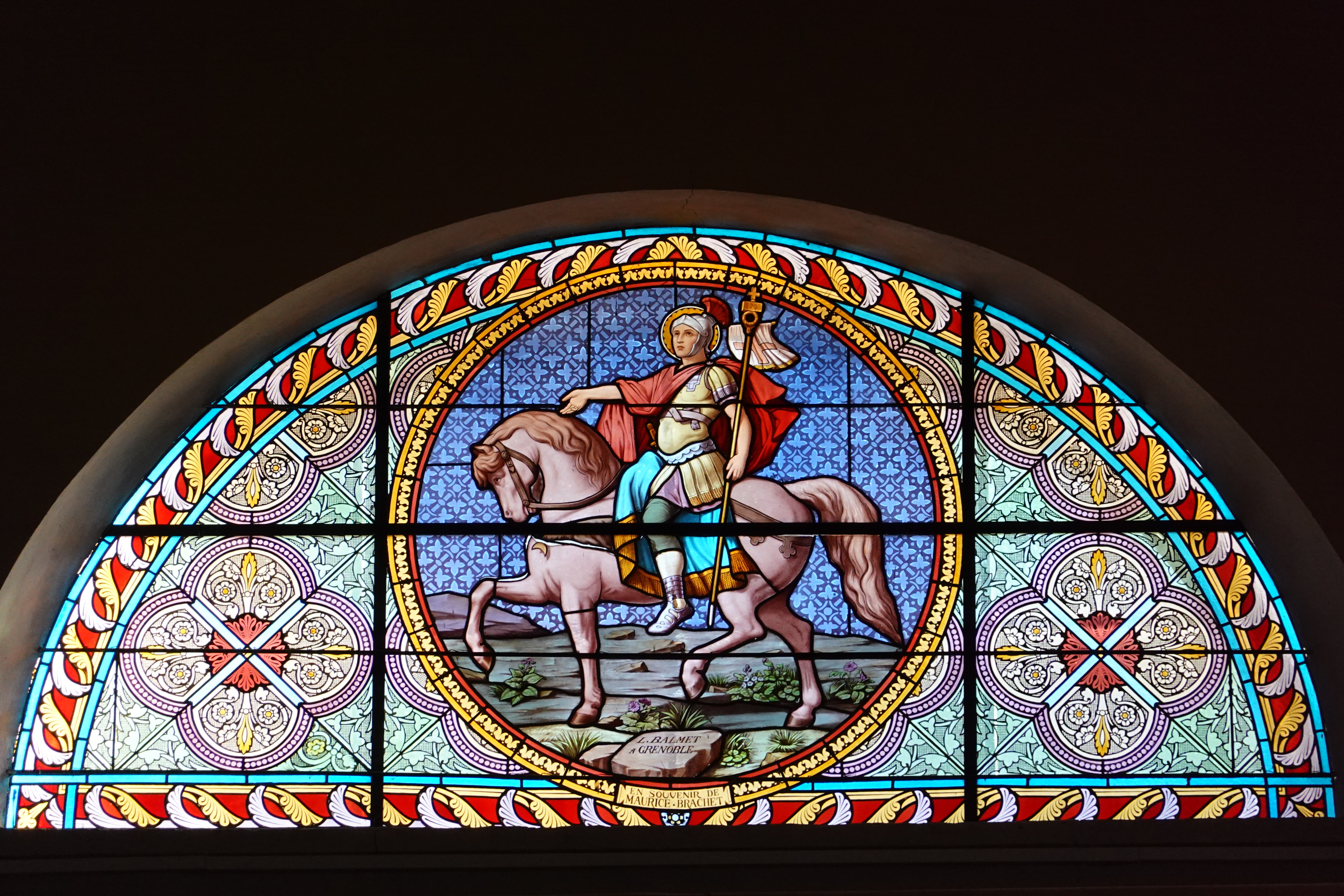
Vitrail représentant Saint Maurice
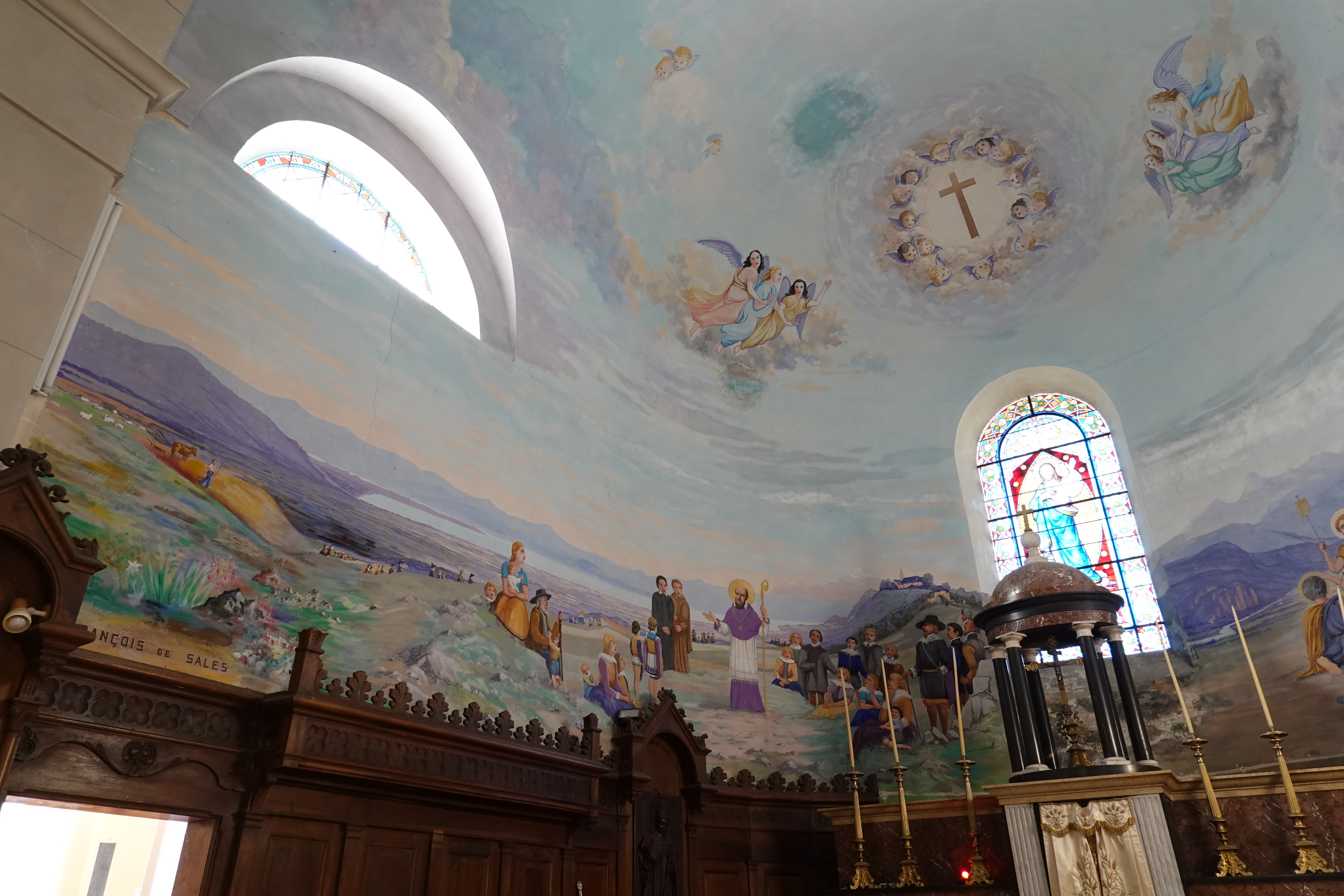
Scène de la vie de Saint François de Sales
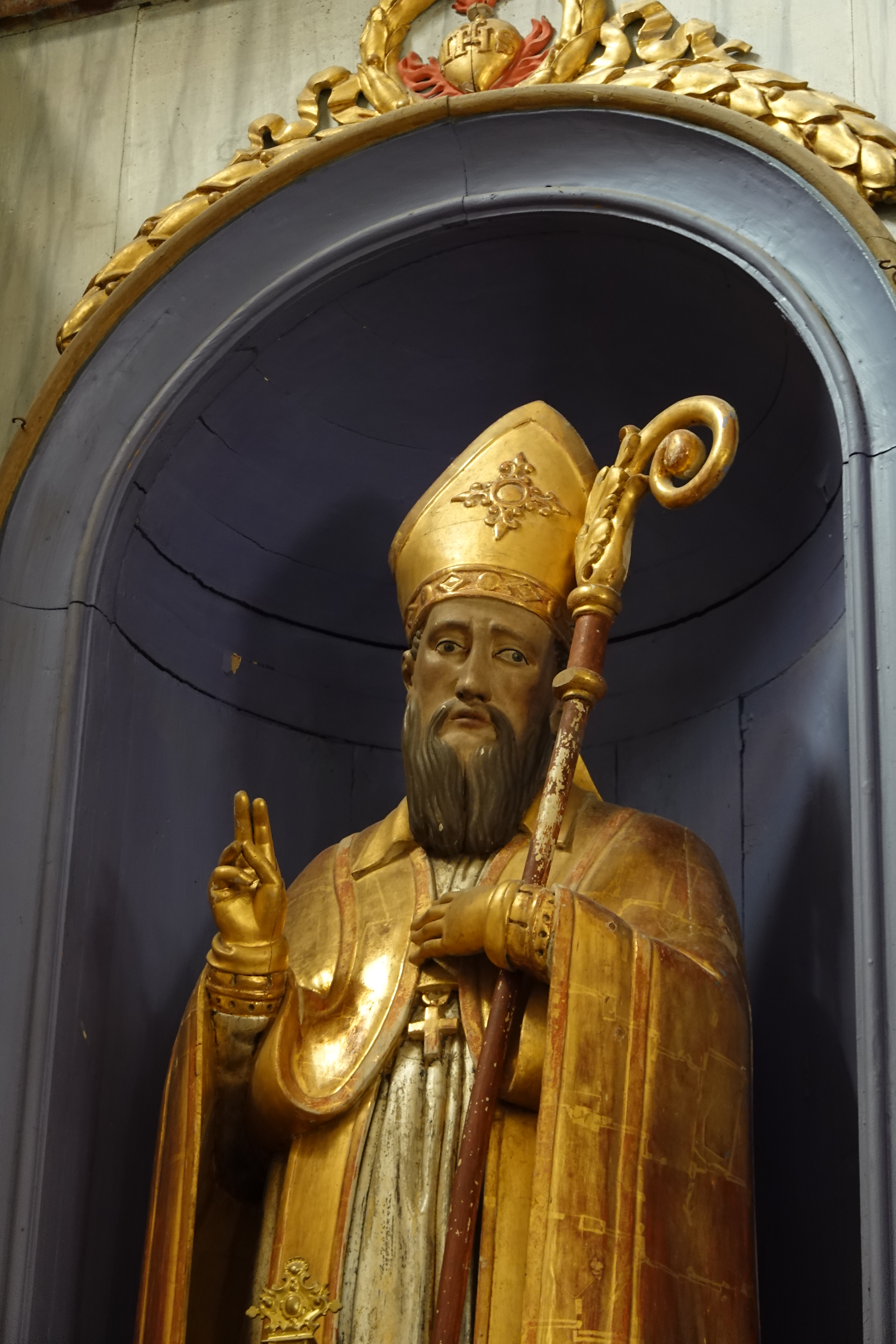
Statue de Saint François de Sales
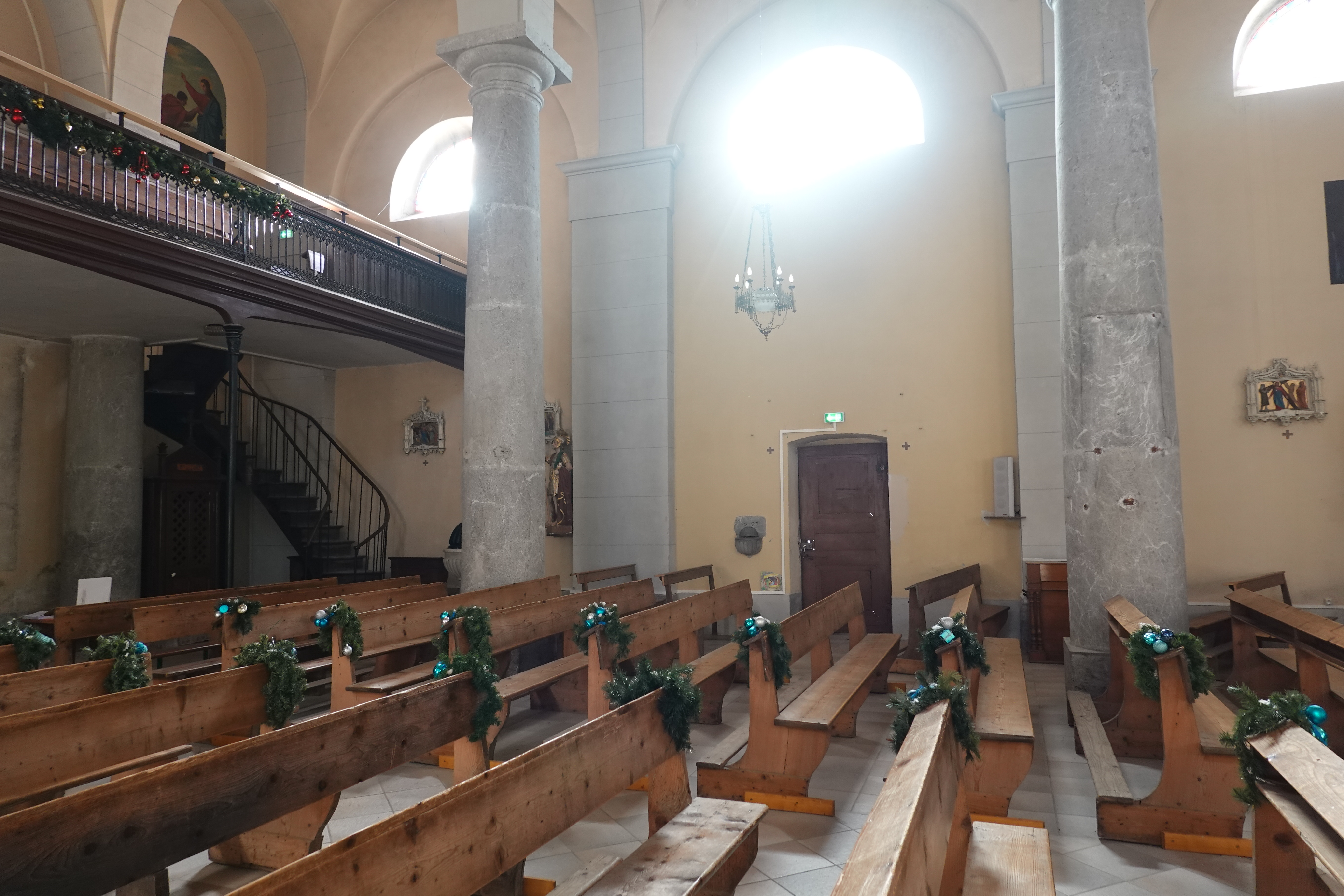
Intérieur
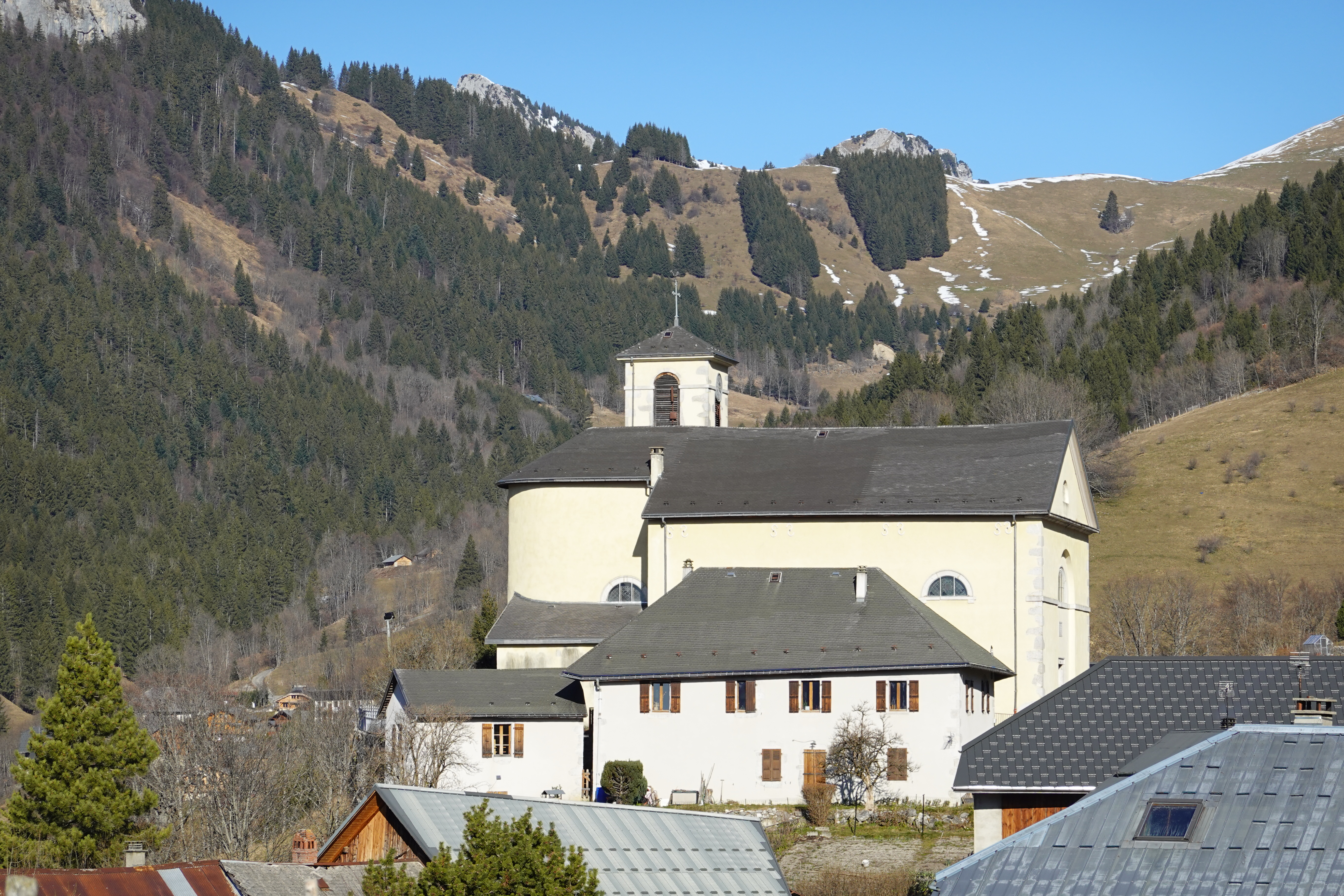
Église et village, avec le Col de l'Aulp au second plan
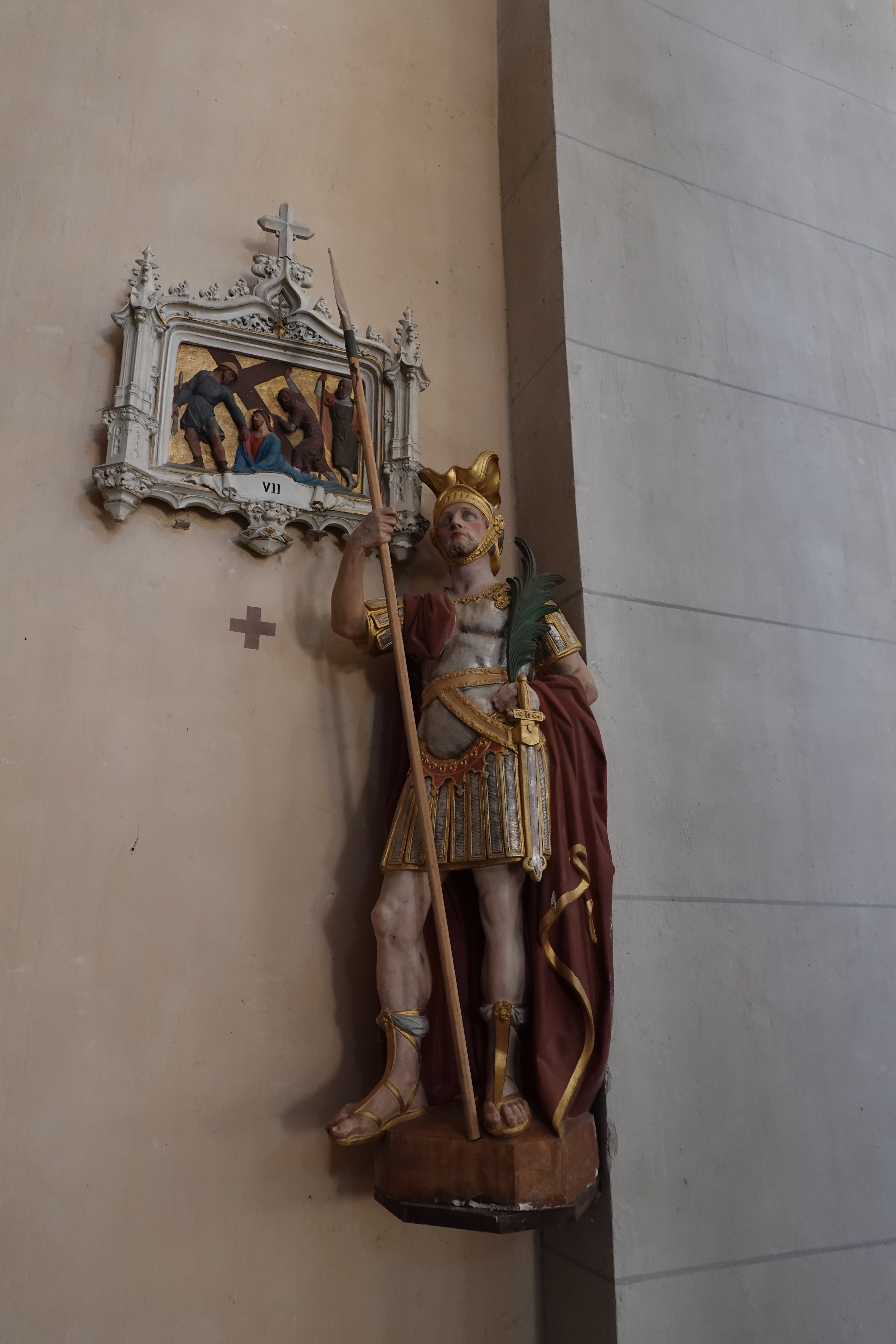
Statue de Saint Maurice